# Kawiaczka
Kawiaczka (Microcavia) – rodzaj ssaków z podrodziny kawi (Caviinae) w obrębie rodziny kawiowatych (Caviidae).

## Rozmieszczenie geograficzne
Rodzaj obejmuje gatunki występujące w Ameryce Południowej (Boliwia, Chile i Argentyna).

## Morfologia
Długość ciała 170–245 mm, długość tylnej stopy 34–50 mm, długość ucha 13–22 mm; masa ciała 141–380 g.

## Systematyka
Rodzaj zdefiniował w 1880 roku francuski zoolog Henri Frédéric Paul Gervais oraz argentyński przyrodnik, paleontolog, antropolg i zoolog Florentino Ameghino w publikacji ich własnego autorstwa poświęconej ssakom kopalnym Ameryki Południowej. Gatunkiem typowym jest (oryginalne oznaczenie) kawiaczka górska (M. australis). 

### Etymologia
- Microcavia (Microavia): gr. μικρος mikros ‘mały’; rodzaj Cavia Pallas, 1766 (kawia)[12].
- Caviops: rodzaj Cavia Pallas, 1766 (kawia); ωψ ōps, ωπος ōpos ‘wygląd, oblicze’[13]. Gatunek typowy: Ameghino wymienił dwa gatunki – †Caviops chapalmalensis Ameghino, 1908 (= †Caviops duplicatus Ameghino, 1908) oraz †Caviops duplicatus Ameghino, 1908 – z których typem nomenklatorycznym jest †Caviops chapalmalensis Ameghino, 1908 (= †Caviops duplicatus Ameghino, 1908).
- Caviella: rodzaj Cavia Pallas, 1766 (kawia); łac. przyrostek zdrabniający -ella[14][3]. Gatunek typowy (oryginalne oznaczenie): Cavia australis I. Geoffroy Saint-Hilaire & d’Orbigny, 1833.
- Monticavia: łac. mons, montis ‘góra’[15]; rodzaj Cavia Pallas, 1766 (kawia)[4]. Gatunek typowy (oryginalne oznaczenie): Cavia niata O. Thomas, 1898.
- Nanocavia: gr. ναννος nannos ‘karzeł’[16]; rodzaj Cavia Pallas, 1766 (kawia)[5]. Gatunek typowy (oryginalne oznaczenie): Nanocavia shiptoni O. Thomas, 1925.

### Podział systematyczny
Do rodzaju należą następujące występujące współcześnie gatunki:
| Grafika | Gatunek              | Autor i rok opisu                             | Nazwa zwyczajowa   | Podgatunki         | Rozmieszczenie geograficzne | Podstawowe wymiary              | Status IUCN |
| ------- | -------------------- | --------------------------------------------- | ------------------ | ------------------ | --- | ------------------------------- | ----------- |
|         | Microcavia australis | (I. Geoffroy Saint-Hilaire & d’Orbigny, 1833) | kawiaczka górska   | gatunek monotypowy | zachodnia i południowa Argentyna (od Mendozy i południowego Buenos Aires na południe do Santa Cruz) i zachodnie Chile (Aysén)                                                | DC: brak danych MC: brak danych | LC          |
|         | Microcavia maenas    | (O. Thomas, 1898)                             |                    | gatunek monotypowy | endemit Argentyny (od południowego Salta na południe do północnej Mendozy i północnego San Luis, na wschód do Santiago del Estero i Córdoby)                                 | DC: brak danych MC: brak danych | NE          |
|         | Microcavia jayat     | Teta, R.A. Ojeda, Lucero & D’Elía, 2017       |                    | gatunek monotypowy | endemit Argentyny (Santiago del Estero; być może Salta, Chaco, Córdoba i Santa Fe)                                                                                           | DC: brak danych MC: brak danych | NE          |
|         | Microcavia niata     | (O. Thomas, 1898)                             | kawiaczka andyjska | 2 podgatunki       | Altiplano w południowo-zachodniej Boliwii (południowo-zachodnie La Paz, Oruro i północne Potosí) i północno-wschodnie Chile (Tarapacá); zakres wysokości: 3700–4000 m n.p.m. | DC: 19–20 cm MC: około 380 g    | LC          |
|         | Microcavia shiptoni  | (O. Thomas, 1925)                             | kawiaczka skalna   | gatunek monotypowy | endemit Argentyny (Salta, Catamarca i Tucumán); zakres wysokości: 3000–4500 m n.p.m.                                                                                         | DC: około 18,6 cm MC: 150–220 g | LC          |
|         | Microcavia sorojchi  | Teta, Jayat & Ortiz, 2021                     |                    | gatunek monotypowy | endemit Argentyny (znany tylko z Chorrillos (Salta) i Quebrada de Santo Domingo (La Rioja)); zakres wysokości: około 5000 m n.p.m.                                           | DC: 19–19,5 cm MC: brak danych  | NE          |

Kategorie IUCN:  LC  – gatunek najmniejszej troski;  NE  – gatunki niepoddane jeszcze ocenie.
Opisano również gatunki wymarłe:
- Microcavia chapalmalense Ameghino, 1908[20] (Argentyna; pliocen)
- Microcavia criolloensis Ubilla, Piñeiro & Quintana, 1999[21] (Urugwaj; plejstocen)
- Microcavia duplicata (Ameghino, 1908)[2] (Argentyna; pliocen)
- Microcavia robusta H. Gervais & Ameghino, 1880[22] (Argentyna; plejstocen)